# Шоулс (Небраска)
Шоулс (англ. Sholes) — селище (англ. village) в США, в окрузі Вейн штату Небраска. Населення — 16 осіб (2020).

## Географія
Шоулс розташований за координатами 42°20′5″ пн. ш. 97°17′41″ зх. д. / 42.33472° пн. ш. 97.29472° зх. д. (42.334813, -97.294619).  За даними Бюро перепису населення США в 2010 році селище мало площу 0,36 км², уся площа — суходіл.

## Демографія
Згідно з переписом 2010 року, у селищі мешкала 21 особа в 9 домогосподарствах у складі 8 родин. Густота населення становила 59 осіб/км².  Було 11 помешкання (31/км²).
Расовий склад населення:
| - 100,0 % — білих |

До двох чи більше рас належало 0,0 %. Частка іспаномовних становила 0,0 % від усіх жителів.
За віковим діапазоном населення розподілялося таким чином: 19,0 % — особи молодші 18 років, 52,4 % — особи у віці 18—64 років, 28,6 % — особи у віці 65 років та старші. Медіана віку мешканця становила 51,2 року. На 100 осіб жіночої статі у селищі припадало 133,3 чоловіків;  на 100 жінок у віці від 18 років та старших — 112,5 чоловіків також старших 18 років.
Середній дохід на одне домашнє господарство  становив 53 757 доларів США (медіана — 60 625), а середній дохід на одну сім'ю — 53 757 доларів (медіана — 60 625). 
Цивільне працевлаштоване населення становило 8 осіб. Основні галузі зайнятості: мистецтво, розваги та відпочинок — 37,5 %, транспорт — 25,0 %, освіта, охорона здоров'я та соціальна допомога — 25,0 %.